# Timo Meškank
Timo Meškank, (ur. 17 stycznia 1965 w Dreźnie) – górnołużycki poeta, językoznawca i historyk. Autor 2 tomów poezji: Rěč je hrajka (1992) i Kostka w ręku (1997, wyd. pol. 2000), w których zamieścił utwory wyrażające uczucia do rodzinnego kraju, ukochanej kobiety i Boga, a także zafascynowanie kreacyjnymi możliwościami języka. Jako historyk interesuje się głównie związkami łużycko-czeskimi. Jest biegłym specjalistą od sorabizmów w języku czeskim i polskim. Pracuje jako privatdozent na Uniwersytecie w Lipsku.